# Dettingen an der Erms
Dettingen an der Erms település Németországban, azon belül Baden-Württembergben. Lakosainak száma 10 204 fő (2023. december 31.). Dettingen an der Erms Hülben községgel határos.

## Népesség
A település népessége az elmúlt években az alábbi módon változott:
| Lakosok száma | 7563 | 9477 | 9593 | 9712 | 9743 | 9977 | 10 204 |
|               | 1975 | 2015 | 2017 | 2019 | 2021 | 2022 | 2023   |